# Calca
A cidade peruana de Calca é a capital da Província de Calca, situada no Departamento de Cusco, pertencente a Região de Cusco, Peru.